# Pistol Mitralieră model 1963/1965
O Pistol Mitralieră model 1963/1965 (abreviado PM md. 63 ou simplesmente md. 63) é um fuzil de assalto romeno de 7,62x39mm. Desenvolvido no final dos anos 1950, o PM md. 63 era um derivado do AKM soviético produzido sob licença. Foi a arma de infantaria padrão do Exército da República Socialista da Romênia até o final dos anos 1980, após o que foi gradualmente substituída pelo Pușcă Automată model 1986, um derivado do AK-74 soviético.
A partir de 1965, a Romênia também produziu o Pistol Mitralieră model 1965 (abreviado PM md. 65 ou simplesmente md. 65), que é um md. 63 com uma coronha dobrável.

## História

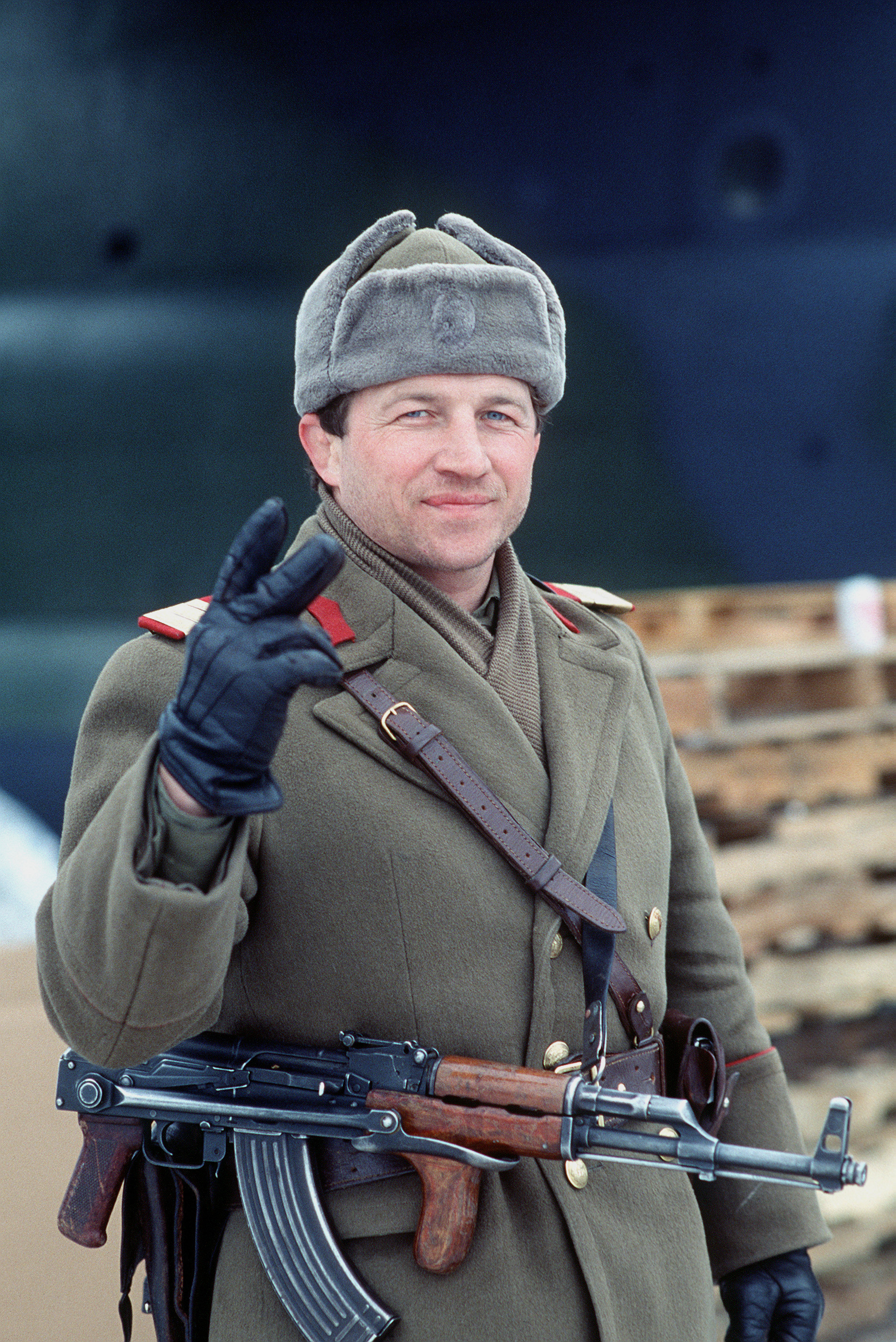
Um soldado romeno, fazendo o sinal de V da vitória, armado com um PM md. 65 durante a Revolução Romena de 1989.

Durante o final da década de 1950, o fuzil de serviço padrão do exército romeno era o AK-47 soviético, bem como uma variante da mesma arma com coronha dobrável, o AKS. Por volta do mesmo período, no entanto, a União Soviética desenvolveu o AKM, um desenho aprimorado do AK-47 que utilizava um receptor de metal estampado e era mais barato de produzir. Com ajuda soviética, o governo romeno lançou um programa para fabricar um fuzil AK doméstico modelado diretamente no AKM. A nova arma deveria substituir o AK-47 no serviço romeno e foi designada Pistola Mitralieră. O primeiro modelo de produção apareceu em 1963 e foi designado Pistol Mitralieră model 1963 (PM md. 63). Os PM md. 63 produzidos para exportação foram designados AIM md. 63. Uma variante semiautomática do PM md. 63 foi produzida exclusivamente para emissão aos Guardas Patrióticos, uma milícia estatal; estas foram marcadas com um grande "G" em cada lado do munhão. O PM md. 63 era inicialmente indistinguível do AKM soviético; no entanto, em meados da década de 1960, uma empunhadura frontal de madeira laminada foi adicionado ao projeto. Sua função era para permitir que os fuzileiros romenos controlassem a subida vertical do cano da arma durante o tiro totalmente automático. Durante toda a sua vida útil, o PM md. 63 e seus derivados foram produzidos na Fábrica de Armas Cugir no Condado de Alba, na Romênia.

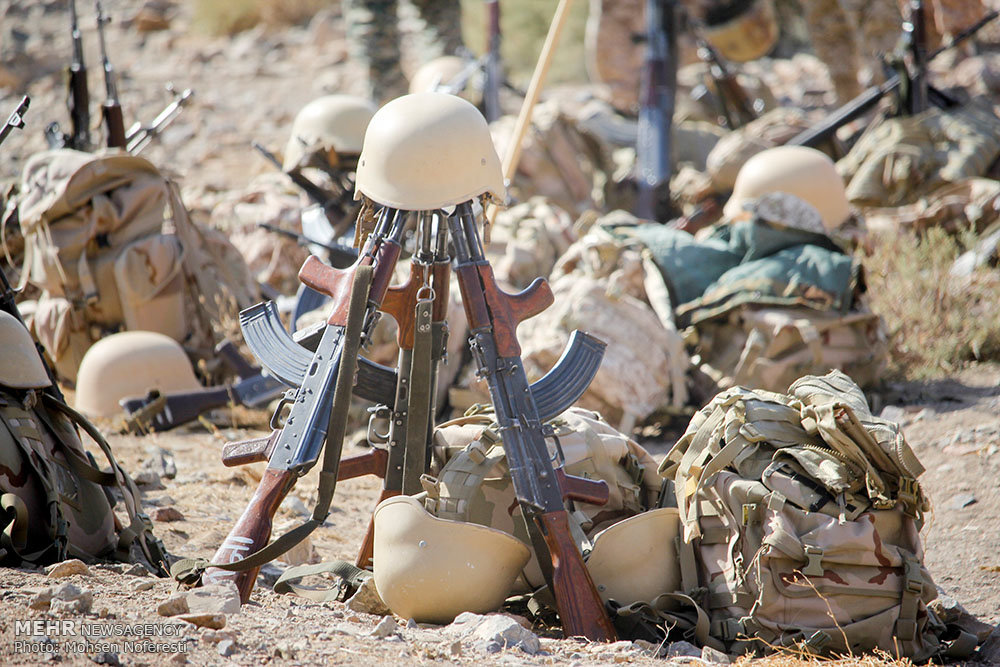
Fuzis PM md. 63 iranianos durante o exercício Shahid Hojaji, 2018.

Em 1965, um segundo modelo de produção apareceu e foi designado Pistol Mitralieră model 1965 (PM md. 65). Este substituiria o AKS no serviço romeno e apresentava uma coronha dobrável; parecia um AKMS modificado com uma coronha de padrão AKS mais antigo. O PM md. 65 produzidos para exportação foram designados AIMS md. 65. O PM md. 65 foi inicialmente produzido com guarda-mão padrão AKM tradicional devido à dificuldade encontrada em adicionar a empunhadura frontal do PM md. de 63 no desenho de coronha dobrável; a coronha foi projetada para dobrar plana contra a base do guarda-mão. Adicionar uma empunhadura frontal que apontava drasticamente para trás era problemático porque isso impediria a troca do carregador. Os engenheiros romenos posteriormente projetaram uma empunhadura frontal mais curta para o PM md. 65 com uma leve inclinação para trás, permitindo que a coronha dobrável trave sob o guarda-mão, ao mesmo tempo em que permite espaço suficiente para que um carregador seja removido ou inserido.
O PM md. 65 inicialmente exigia uma linha de produção separada daquela do PM md. 63, uma vez que a adição de uma coronha dobrável ao projeto exigia um receptor diferente. Em uma tentativa de agilizar a produção, a Fábrica de Armas Cugir posteriormente substituiu a coronha dobrável AKS tradicional por uma coronha de dobramento lateral copiada diretamente do MpiKMS da Alemanha Oriental, que era um derivado licenciado do AKMS. A coronha dobrável lateralmente do MpiKMS pode ser instalada em receptores do padrão AKM projetados para coronhas fixas, tornando os receptores intercambiáveis. Este PM md. 65 modificado recebeu a designação PM md. 90. O PM md. 90 foi montado com a mesma empunhadura frontal e guarda-mão que o PM md. 63, já que a coronha dobrável significava que uma empunhadura frontal diferente não era mais necessária.

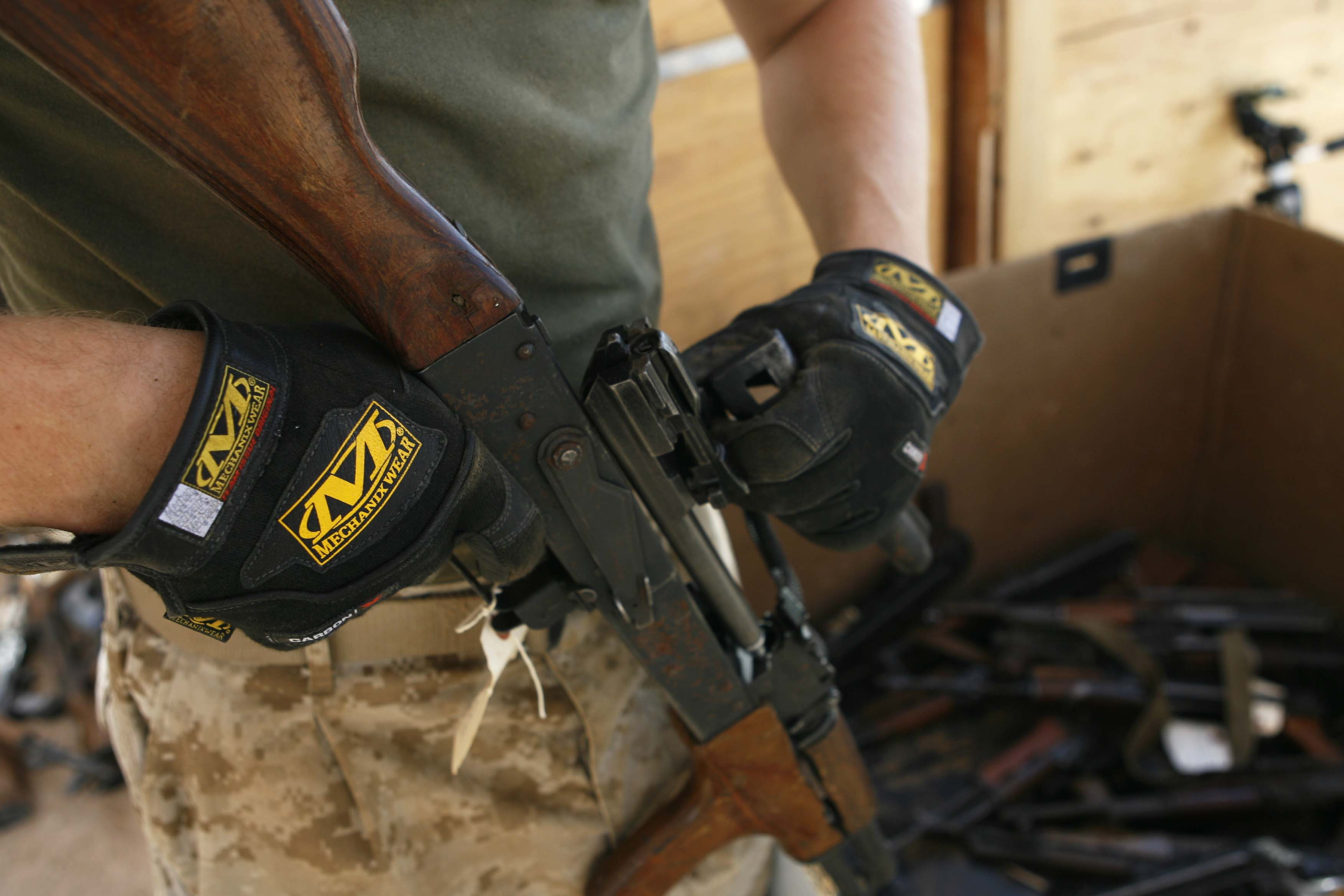
PM md. 63 sem a tampa, expondo o conjunto do ferrolho.

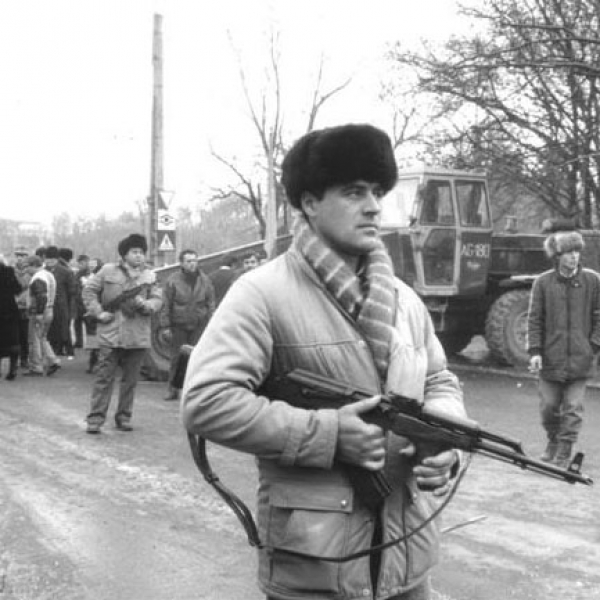
Civil romeno com PM Md. 1963 durante a Revolução Romena de 1989.

Durante a década de 1980, o Exército dos Estados Unidos adquiriu vários fuzis AIM md. 63 de uma nação não-identificada que recebeu ajuda militar romena; estes foram usados para simular fuzis AKM por suas unidades de força oponente (OPFOR) durante os exercícios de treinamento; os 100 fuzis AIM sendo de dotação do III Corpo do destacamento OPFOR, no Fort Hood, e a munição 7,62x39mm sendo fabricada nos Estados Unidos. Segundo o autor Gordon L. Rottman, um veterano dos boinas verdes que servira no Vietnã, a sua companhia de patrulha de reconhecimento de longa distância realizou a qualificação de fuzis inimigos usando o AIM romeno nos anos 1980. Os AIM md. 63 também foram usados pelo Corpo de Fuzileiros Navais dos Estados Unidos para seus cursos de familiarização com armas diversas. O Iraque comprou fuzis AKM da União Soviética na década de 1970, assim como variantes dos aliados do bloco comunista, incluindo fuzis AIM romenos. O Exército Republicano Irlandês Provisório (IRA) usou o AIM md. 63 durante a guerra na Irlanda; estes foram aparentemente recebidos como ajuda militar da Líbia de Qadafi. Após a cessação oficial das hostilidades na Irlanda do Norte, os fuzis continuaram a ser usados por dissidentes republicanos em ataques, tais como o tiroteio no quartel de Massereene.
Um grande número de fuzis PM md. 63/65 excedentes ou redundantes foram descartados dos estoques militares romenos após a Revolução Romena e vendidos no exterior, tornando este tipo de arma cada vez mais prolífico em todo o mundo.

## Características

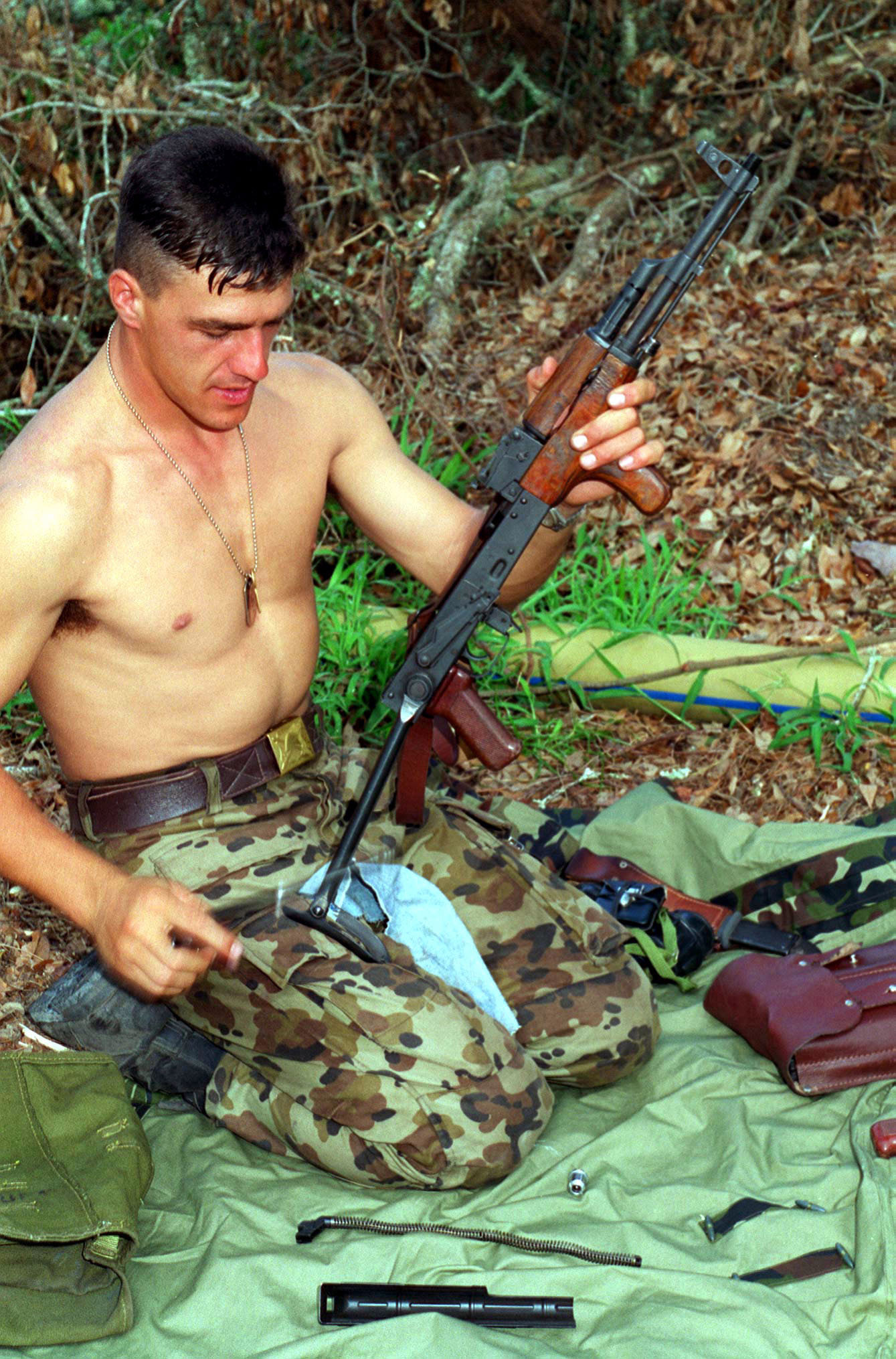
Desmontagem em primeiro escalão para limpeza de um fuzil AIMS por um soldado romeno, 1996.

O PM md. 63 era quase indistinguível de um antigo AKM soviético com um receptor estampado. Foi emitido com uma baioneta AKM de padrão inicial, também fabricada sob licença da União Soviética. As baionetas PM md. 63 romenas eram indistinguíveis das primeiras baionetas AKM soviéticas, exceto os números de série exclusivos com um prefixo de letra latina gravado na cruzeta e na face da bainha. Eles também foram equipados com correias de couro marrom com fivelas de três fendas para fixação na cruzeta e uma fivela de fricção para fixação no punho. A baioneta era suspensa por um fiel da baioneta, em vez da alça de cabide mais comum preferida por alguns exércitos da Europa Oriental da época, do equipamento de um fuzileiro. O PM md. 63 também foi emitido com uma bandoleira de couro romena exclusiva, que mais tarde foi substituída por bandoleiras de náilon que mais se assemelhavam ao padrão soviético tardio.
Fuzis PM md. 63/65 de produção inicial não eram equipados com o mesmo quebra-chamas inclinado do AKM soviético, mas uma porca de boca simples que mais se assemelhava à do AK-47 original. Mais tarde fuzis PM md. 63 e PM md. 90 foram equipados com o quebra-chamas inclinado.
Cada receptor do PM md. 63/65 foi marcado à esquerda com o ano de produção e um número de série com um prefixo de letra latina. Existem três marcações do seletor de disparo no lado direito do receptor: "S" ("Sigur", seguro), "FA" ("Foc Automat", tiro automático) e "FF" ("Foc cu Foc", tiro a tiro, fogo semiautomático). As mesmas marcações do seletor de tiro nas variantes de exportação AIM e AIMS eram "S", "A" e "R".

## Variantes

### Versão da Guarda Patriótica

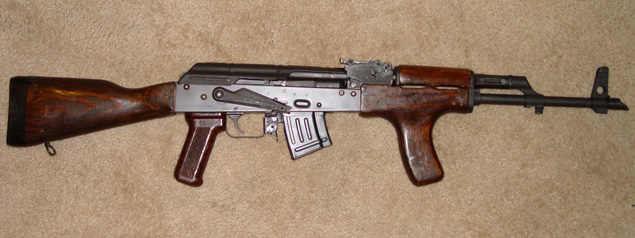
Um fuzil reconstruído "Gardă" PM md. 63, com um receptor fabricado nos EUA

A variação de exportação civil mais produzida deste fuzil é a da designação "Gardă", produzida para a Guarda Patriótica romena. Esses fuzis têm uma letra "G" gravada no lado esquerdo do bloco de mira traseira (alça de mira). As versões guarda civis são modificadas pela remoção da trava e modificação do seccionador para ser apenas semiautomático. Dezenas de milhares deles foram importados para os Estados Unidos e vendidos como "kits de peças" (o receptor é destruído por corte com maçarico de acordo com os regulamentos do BATF - sem o receptor, o kit não é mais considerado legalmente uma arma de fogo). Eles são coloquialmente conhecidos entre os entusiastas de armas de fogo como "Romy G's".

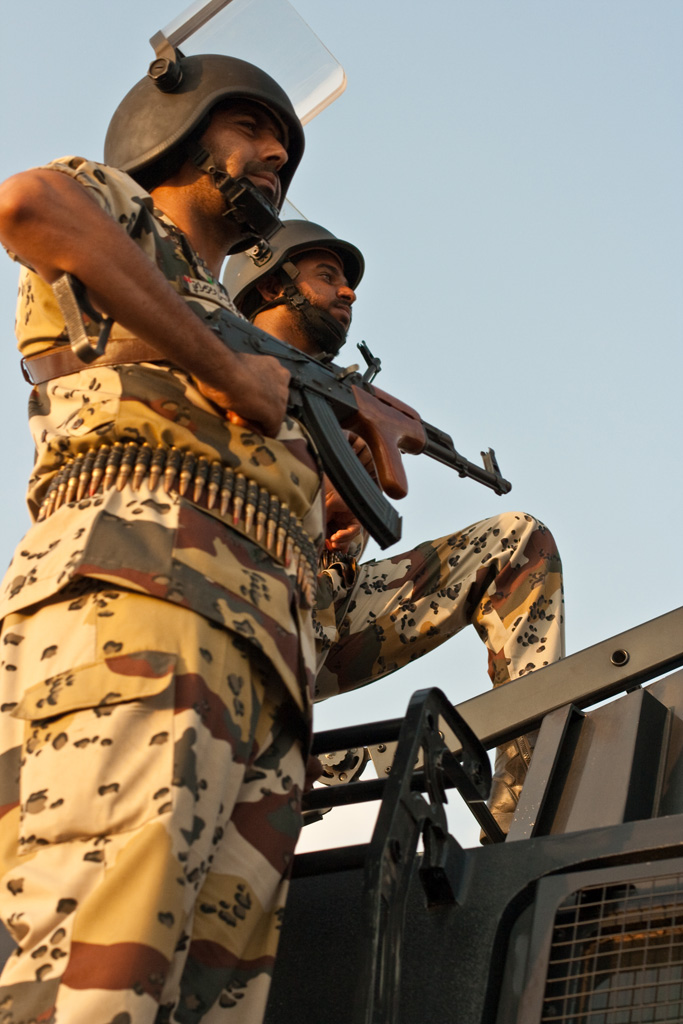
Soldados sauditas com fuzis PM md. 65.

### PM md. 80
O Pistol Mitralieră model 1980 é uma variante AK de cano curto e a primeira versão de coronha dobrável lateral produzida na Romênia. Apresentava um bloco de gás mais curto e geralmente usava carregadores de 20 tiros. O visor frontal é combinado com o bloco de gás para fornecer um comprimento geral curto. A dobragem lateral é reta e dobra para a esquerda. Existem dois quebra-chamas usados: um cilíndrico e, mais comumente, um ligeiramente cônico. Também é conhecido como AIMR.

### PM md. 90
O Pistol Mitralieră model 1990 também conhecido como PM md. 90 é a resposta de 7,62mm ao Pușcă Automată model 1986 de 5,45mm. É internamente idêntico a um PM md. 63/65, e difere externamente por ter uma coronha dobrável em arame idêntica à coronha PA md. 86, e que todos os fuzis são equipados com bocas inclinadas. Foi amplamente utilizado na Revolução Romena junto com o md. 63 e md. 65.

#### Versão de cano curto
A versão carabina do modelo 90, chamada simplesmente de PM md. 90 cu țeavă scurtă (PM md. 90 de cano curto), tem um cano de 305mm (12 polegadas), um comprimento total de 805mm (ou 605mm com a coronha dobrada) e pesa 3,1kg vazio. Foi projetado para tripulações de tanques e forças especiais. Além da coronha e do cano encurtado, ele apresenta as mesmas modificações que o PM md. 80.

### RPK de 7,62 mm
A versão RPK do md. 63 é chamada de md. 64. É essencialmente idêntica ao RPK soviético.

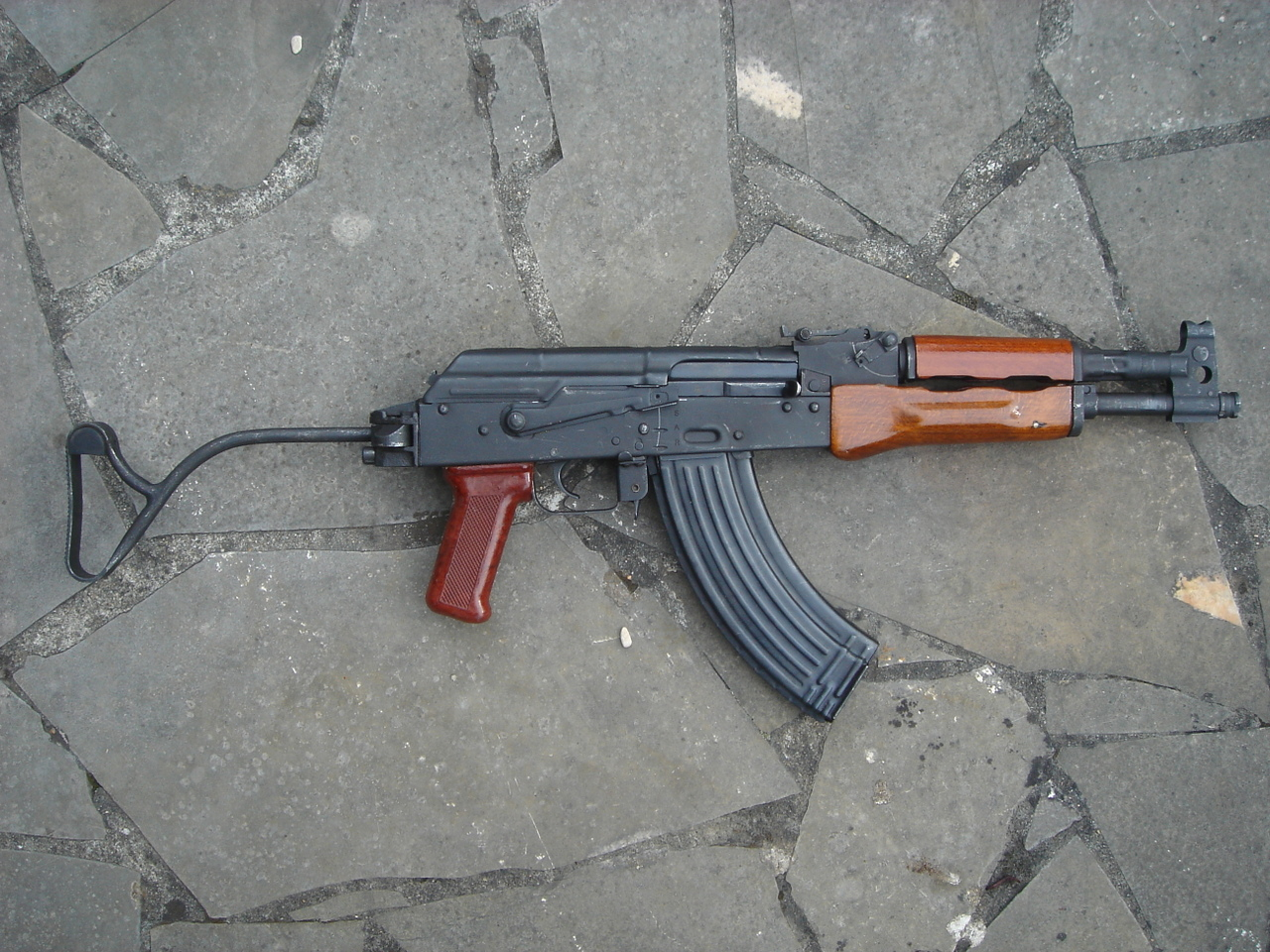
Carabina PM md. 90

### Outras versões civis
Várias variantes semiautomáticas do PM md. 63 foram produzidas para exportação comercial para os Estados Unidos, ou seja, os fuzis da série WASR importados pela Century Arms. Outros PM md. 63 semiautomáticos derivados vendidos comercialmente nos Estados Unidos foram designados SAR-1, ROMAK 1, ROMAK 991 e WUM-1. Uma variante do PM md. 90 também está disponível nos Estados Unidos como Draco.
Na Alemanha, existem versões civis no mercado sob o nome/modelo Cugir WS1-63 (coronha de madeira fixa), WS1-64 (coronha dobrável), WS1-64SB (cano curto 314mm com coronha dobrável).
O WS1-63HO é a versão não-semiautomática de tração direta, repetição: A arma deve ser carregada após cada tiro disparado.

## Operadores

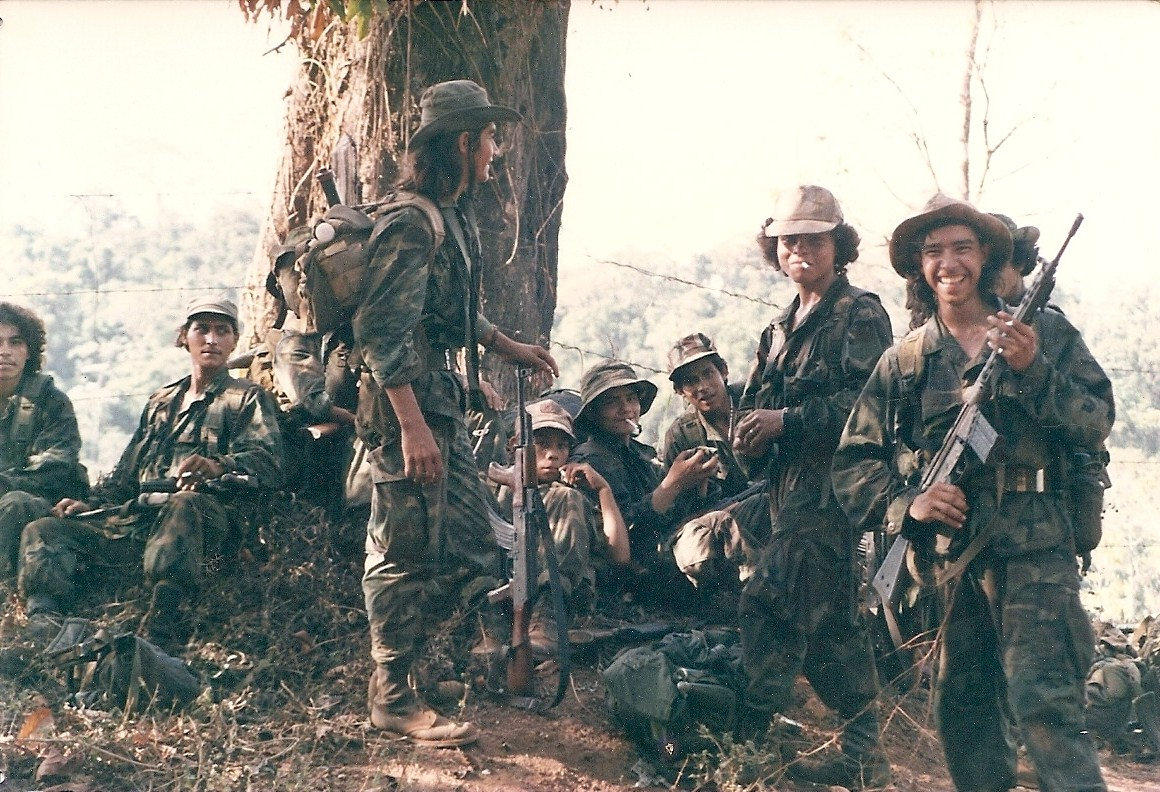
Contras da ARDE armados com fuzis PM md. 63 em El Serrano, no sudeste da Nicarágua, 1987.

### Operadores atuais
- Afeganistão: 1.000 doados pela Romênia entre 2002 e 2006,[15][16] agora de posse do Talibã.
- República Centro-Africana[17]
- Croácia[18]
- Estônia[19]
- Geórgia[20]
- Índia[21]
- Iraque[22]
- Líbia[23]
- Exército de Resistência do Senhor[24]
- Mali[25]
- Nicarágua[26]
- PM md. 90 cu țeavă scurtă. Roménia: Usado por militares da Marinha, guardas de fronteira, tripulações de tanques, tropas de reserva.[27]
- Serra Leoa[28]
- Arábia Saudita[29]
- Sudão do Sul[30]
- Uganda[24]

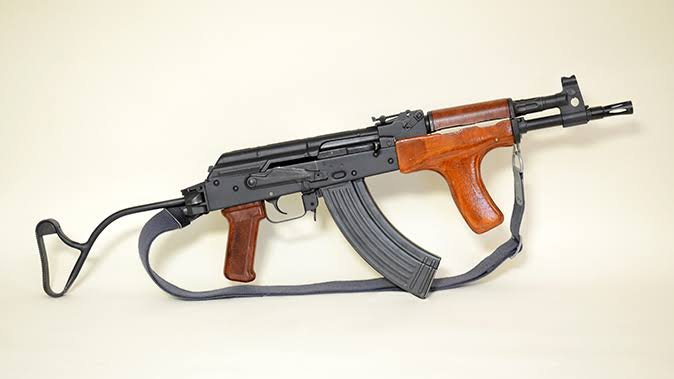
PM md. 90 cu țeavă scurtă.

- Estados Unidos 100 fuzis AIM usados pela OPFOR do exército nos anos 1980.[5]

### Ex-operadores
- Exército Republicano Irlandês Provisório[8]
- RENAMO[31]

## Galeria

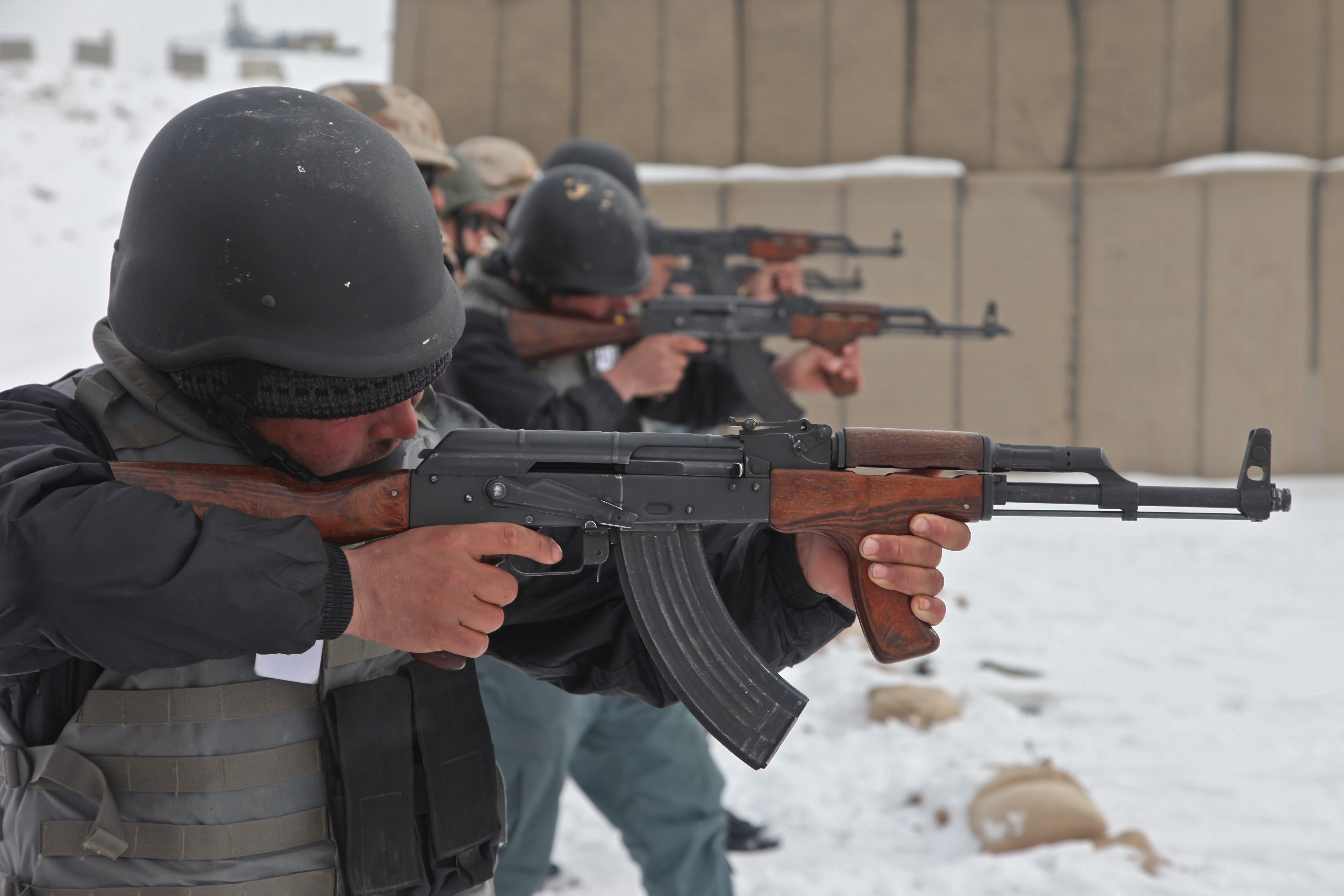
Policiais afegãos disparam seus fuzis de assalto PM md. 63.
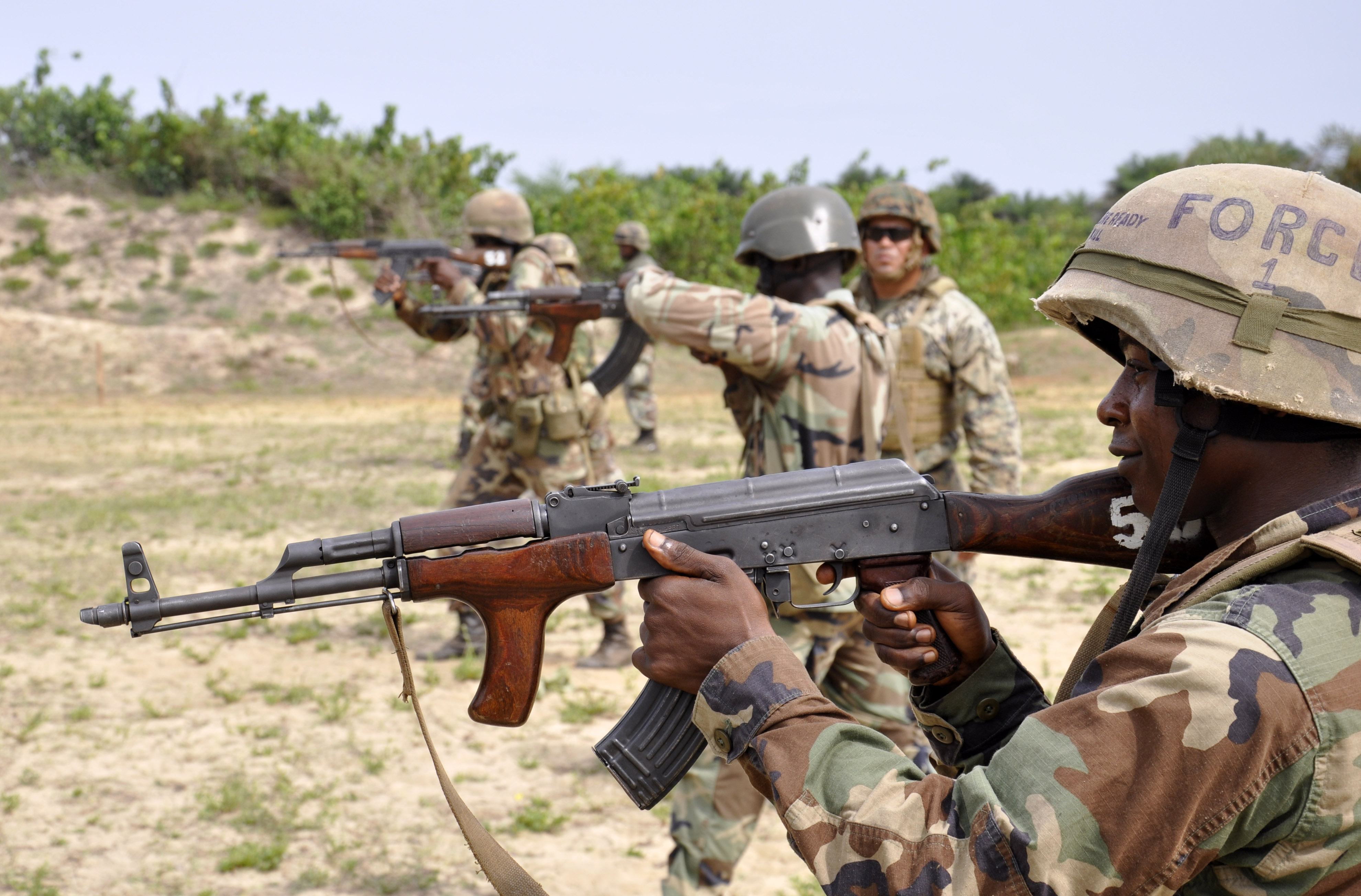
Soldados liberianos armados com PM md. 63.
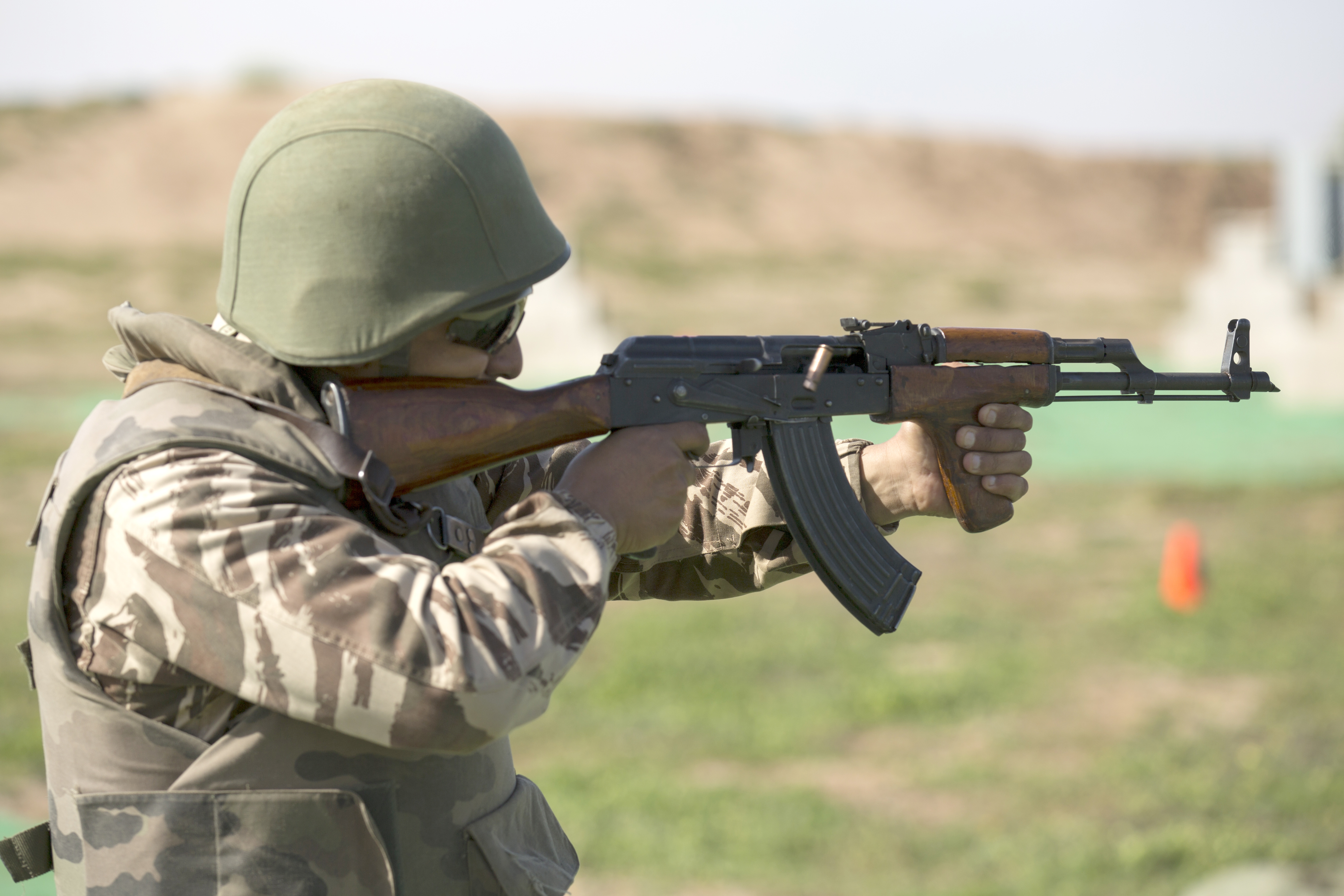
Membro das Forças Especiais Marroquinas com PM md. 63.
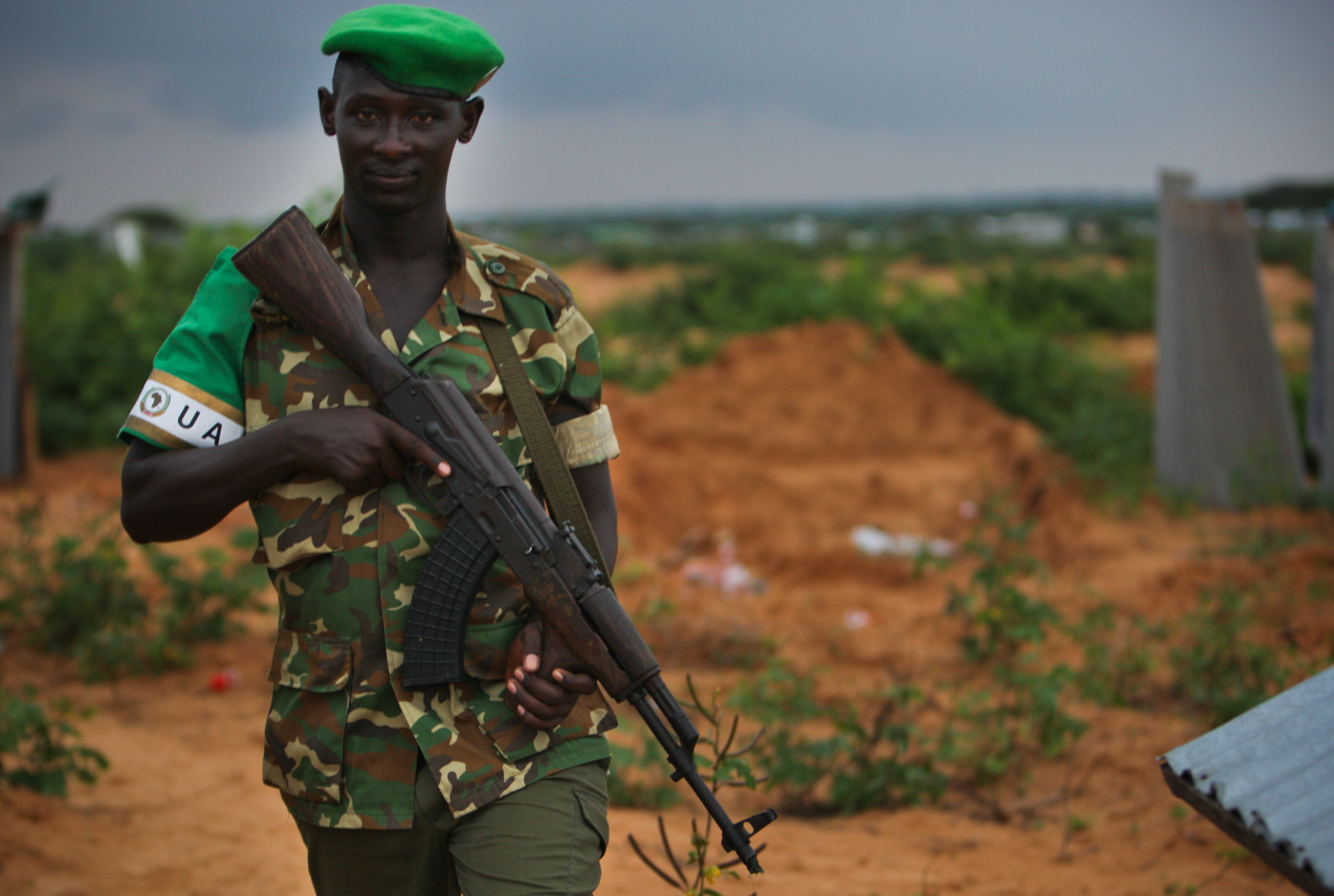
Pacificador do Burundi na Somália armado com PM md. 63.
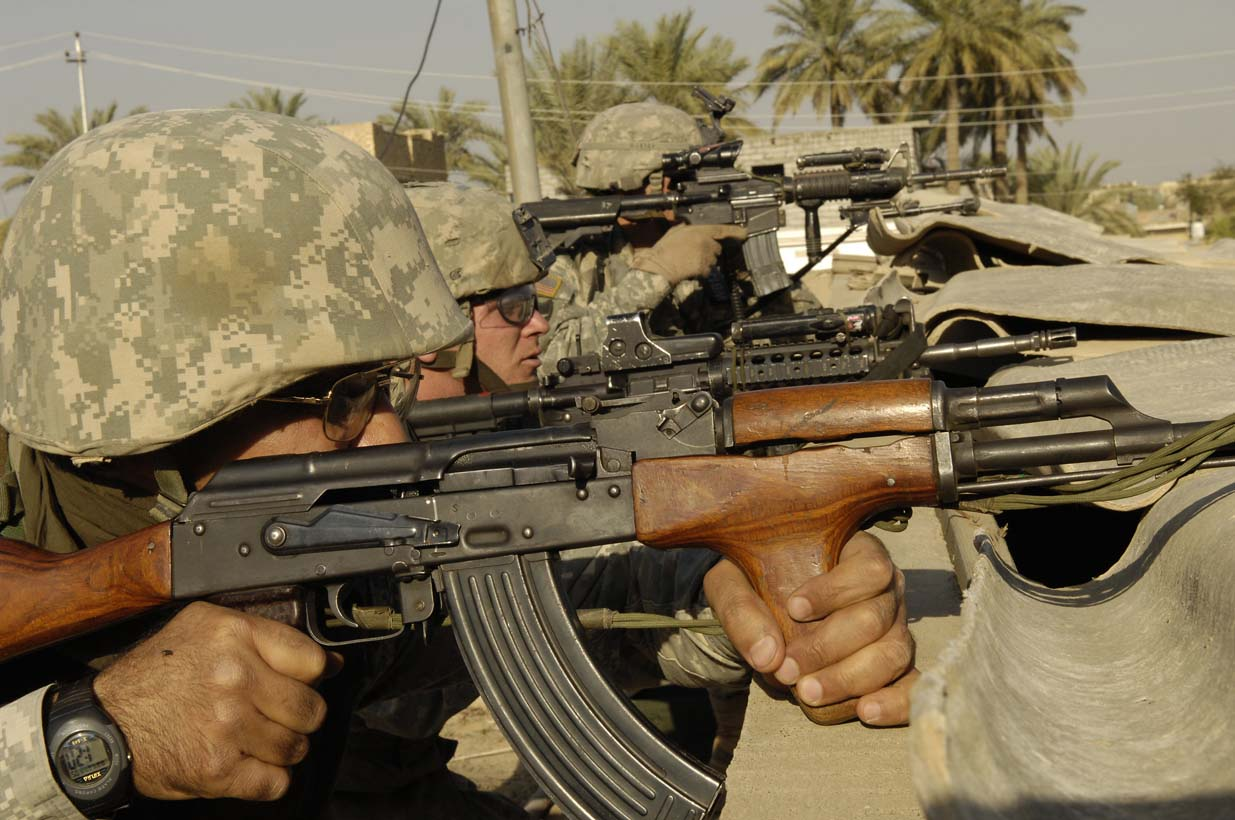
Soldado do Exército dos EUA da 1ª Equipde de Combate de Brigada Stryker responde ao fogo contra insurgentes de um telhado em Buhriz, no Iraque.
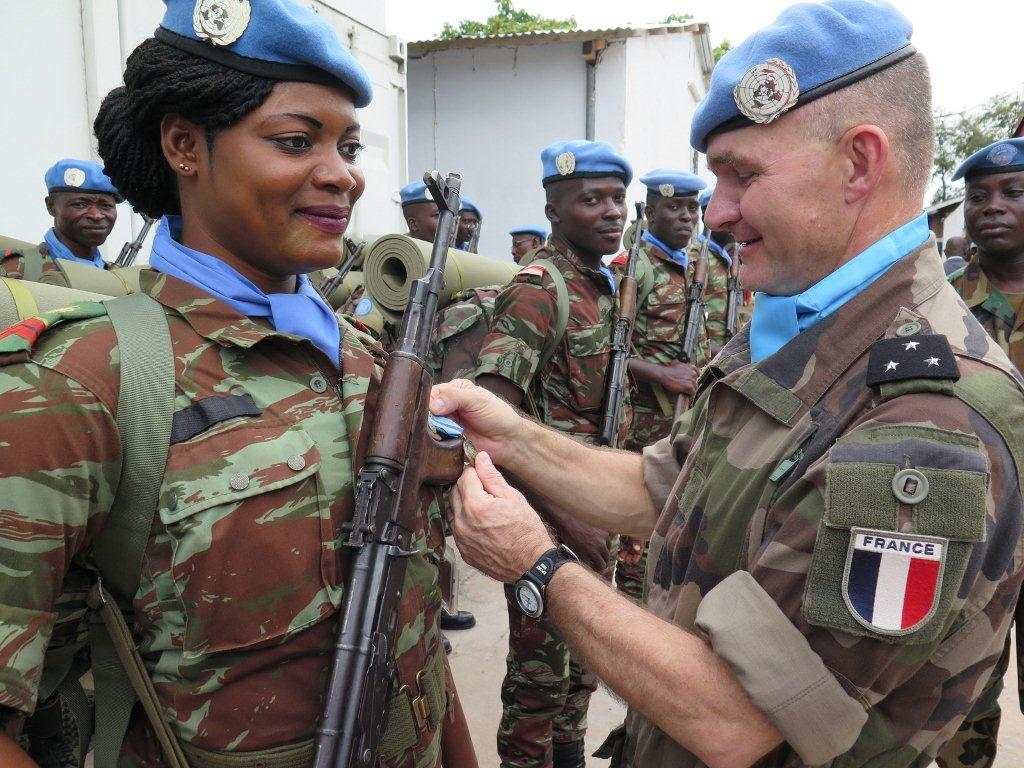
Uma boina azul beninense, armada com um fuzil PM md. 63, é condecorada por um general francês.
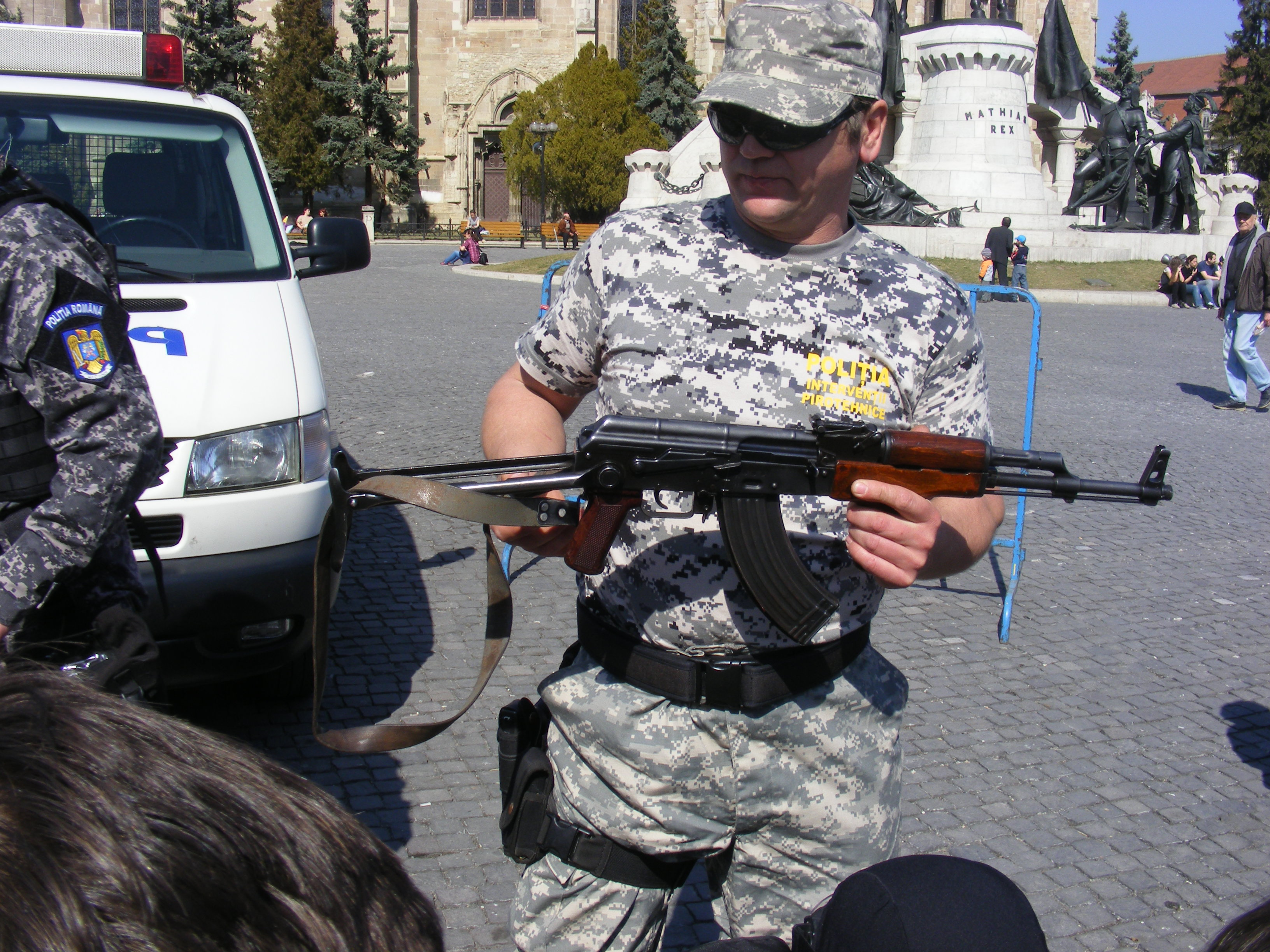
Policial romeno com um fuzil PM md. 65, de coronha dobrável.
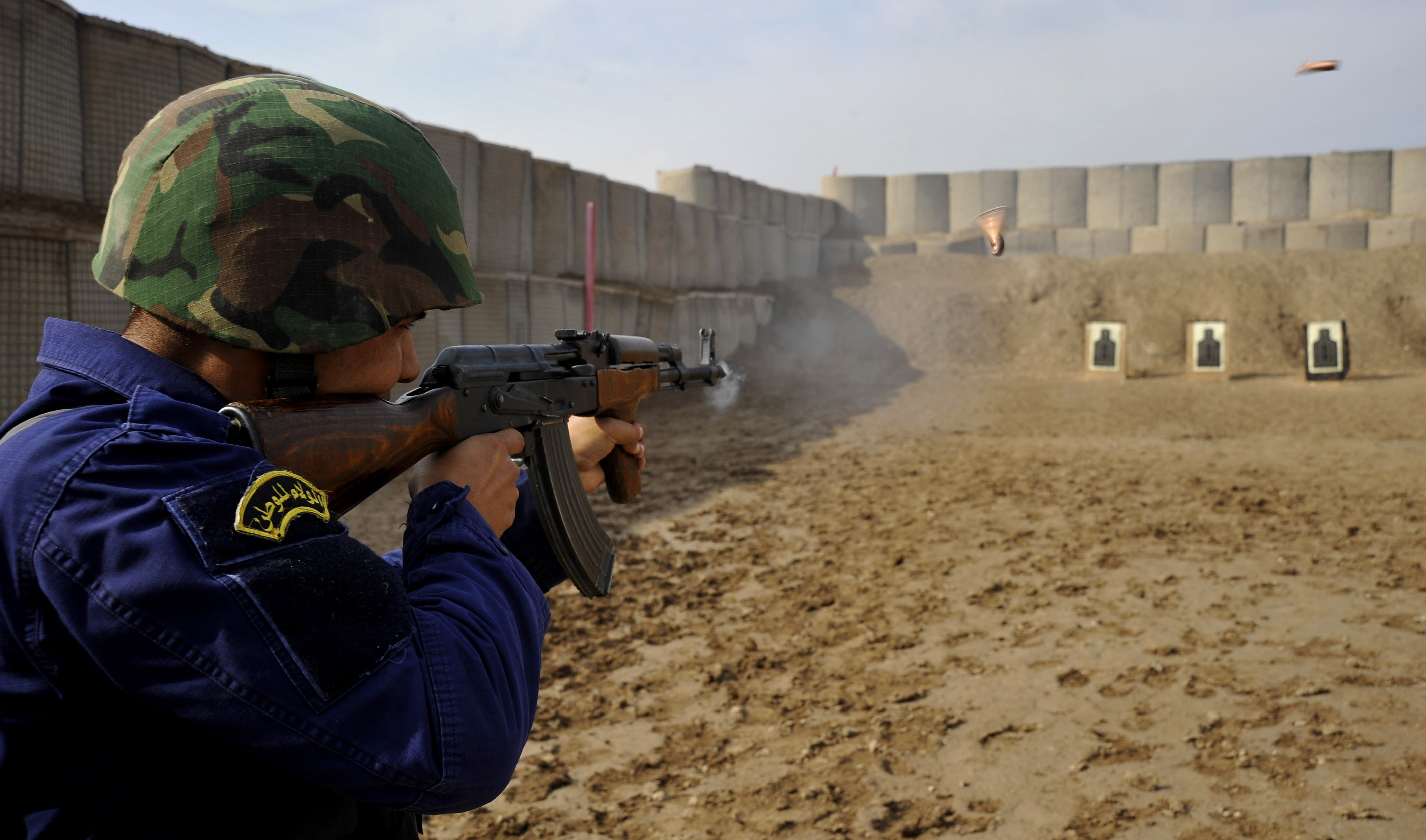
Policial iraquiano disparando um PM md. 63 no estande de tiro.